# الحيدان (حبيش)

تعديل مصدري - تعديل

الحيدان محلة تابعة لقرية المدورة، التابعة لعزلة ربع ظلمة بمديرية حبيش إحدى مديريات محافظة إب في الجمهورية اليمنية، بلغ تعداد سكانها 43 حسب تعداد اليمن لعام 2004.